# Ацетиленід срібла

Структурна формула ацетиленіду срібла.

Ацетилені́д срі́бла — неорганічна хімічна сполука з формулою Ag2C2. Сполуку можна розглядати як сіль слабкої кислоти, ацетилену.
Чистий ацетиленід срібла — це високоміцна вибухова речовина, яка має підвищену температуру, зі незвичайною властивістю. При запаленні вона не виділяє ніякого газу: Ag2C2 → 2Ag + 2C
Поширене неправильне уявлення про «ацетиленід срібла», який використовується у промислових вибухових речовинах, полягає в тому, що він вибухає без виділення газоподібних продуктів і що його хімічна формула є Ag2C2. Насправді, це подвійна сіль з нітратом срібла, вона виготовляється, як правило, з нітрату срібла. Аніон основної сполуки діє як окислювач в реакції розкладання.

## Фізичні властивості
Ацетиленід срібла не розчинний у воді, а також в будь-якому іншому розчиннику.
Швидкість детонації суміші ацетиленід-нітрат срібла 3460 м/с. Чистого ацетиленіду срібла становить 4000 м/с.

## Отримання
Ацетиленід срібла може бути отриманий шляхом пропускання газу ацетилену через розчин нітрату срібла:
{\displaystyle {\mathsf {2AgNO_{3}+C_{2}H_{2}\ {\xrightarrow {\ }}\ Ag_{2}C_{2}+2HNO_{3}}}}
Продукт реакції — сіро-білий осад. За цією реакцією Бертло вперше отримав ацетиленід срібла 1866 року.

## Хімічні властивості
Сухий ацетиленід срібла — дуже небезпечна вибухова речовина. Її знешкоджують обробкою концентрованою  хлоридною кислотою, рідше сульфідом амонію:
{\displaystyle {\mathsf {AgC{\equiv }CAg+2HCl\longrightarrow HC{\equiv }CH\uparrow +2AgCl}}}
{\displaystyle {\mathsf {AgC{\equiv }CAg+(NH_{4})_{2}S\longrightarrow HC{\equiv }CH\uparrow +Ag_{2}S+2NH_{3}\uparrow }}}